# James Tarjan
James Edward Tarjan (Pomona, 22 febbraio 1952) è uno scacchista statunitense, Grande maestro.

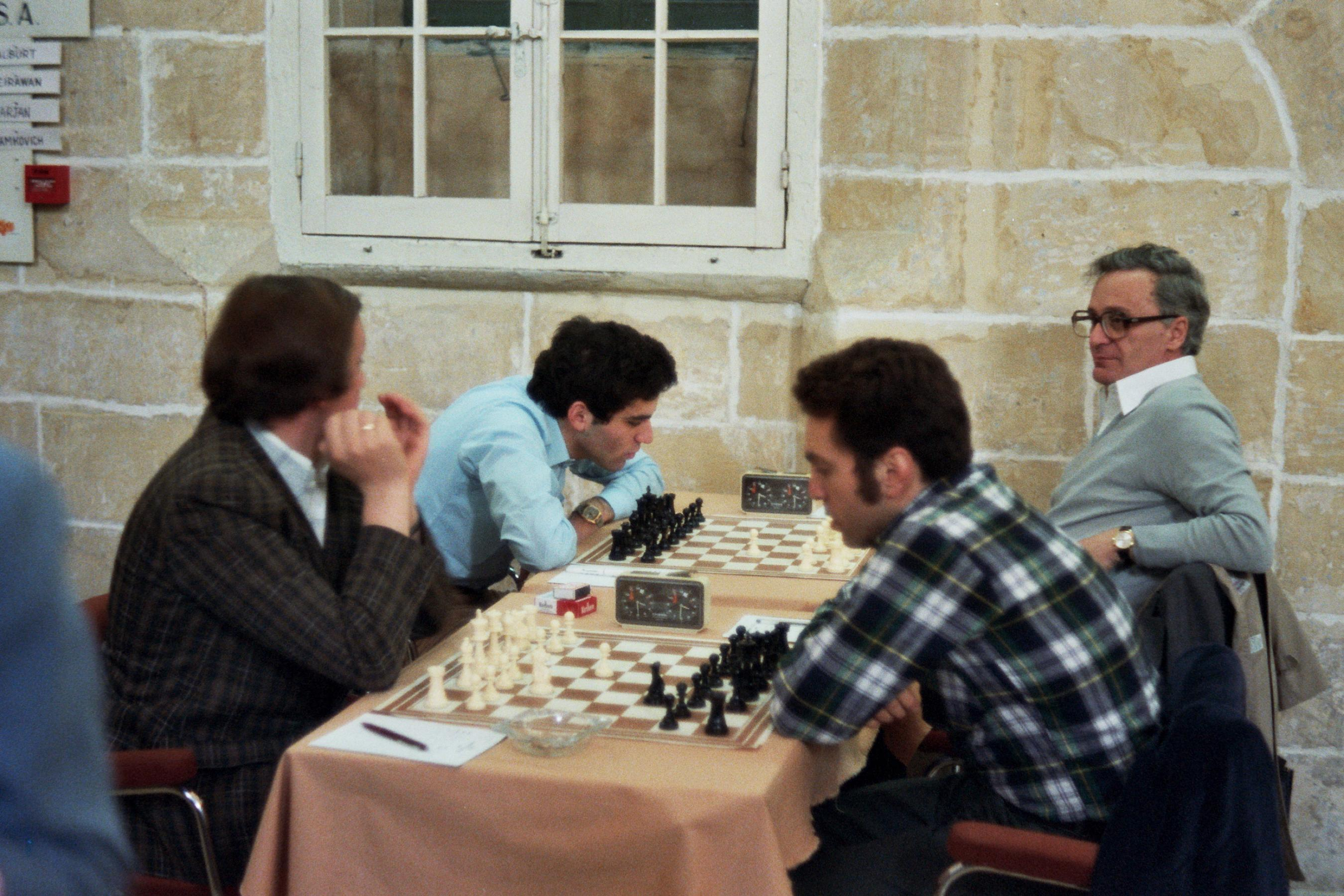
Tarjan (in primo piano con i pezzi neri) a Malta durante le Olimpiadi del 1980 assieme al suo avversario Jurij Balašov, Garri Kasparov e Leonid Šamkovič.

All'età di 17 anni fu selezionato per le olimpiadi studentesche del 1969 a Dresda. Fece parte della squadra americana che vinse queste olimpiadi ad Haifa nel 1970 e giocò anche a Graz nel 1972. È laureato all'Università della California.
Divenne Maestro Internazionale nel 1974 e Grande maestro nel 1976.

## Principali risultati
Fu 2º in un torneo giovanile a Norwich nel 1972 con 12 /15, dietro all'ungherese Gyula Sax.
Ottenne i migliori risultati nelle Olimpiadi. Giocò per gli Stati Uniti in cinque olimpiadi consecutive: Nizza 1974, Haifa 1976, Buenos Aires 1978, La Valletta 1980, Lucerna 1982, realizzando l'ottimo risultato complessivo del 75,5 % (+ 32 – 6 = 13), uno dei migliori in assoluto (vedi anche la tabella Migliori risultati individuali nelle olimpiadi maschili).
Altri risultati di rilievo sono stati: 1º a Subotica 1975, 1º a Vancouver 1976, = 1º a Vršac 1983 con Predrag Nikolić e Georgij Agzamov, = 3º a Chicago 1973, = 2º a Bogotà 1979, dietro a Oleksandr Beljavs'kyj.
Nello zonale di Pasadena 1978 fu = 2º con 10,5 /14 e fu ammesso all'interzonale di Riga 1979; realizzò 8,5 /17 e non fu ammesso ai tornei dei candidati (il torneo fu vinto da Michail Tal').
Nel Campionato USA del 1984 a Berkeley arrivò terzo con 10,5 /17.
Nel 1985 ha smesso di giocare agonisticamente a scacchi, raggiungendo la 65ª posizione al mondo nel rating FIDE con 2525 punti Elo, il proprio record personale lo ottiene nel gennaio 1983 con 2535 punti, 41º al mondo e 4º statunitense.
Dopo molti anni di inattività è tornato a giocare nel novembre 2014 durante il torneo dell'Isola di Man, qualche anno più tardi, nel 2017 e nello stesso torneo, è riuscito nell'impresa di battere il già Campione del Mondo Vladimir Kramnik. e la già Campionessa Aleksandra Kostenjuk.